# 塞巴斯蒂安·文森特
塞巴斯蒂安·文森特（法語：Sébastien Vincent，1982年—），法國男子羽毛球運動員。

## 簡歷
2010年4月，塞巴斯蒂安·文森特出戰芬蘭羽毛球公開賽，與洛朗·康斯坦丁合作贏得男子雙打比賽冠軍。
2012年1月，塞巴斯蒂安·文森特出戰愛沙尼亞羽毛球國際賽，與洛朗·康斯坦丁合作贏得男子雙打比賽冠軍。同年3月，二人又在羅馬尼亞羽毛球國際賽合作贏得男子雙打比賽冠軍。

## 主要比賽成績
只列出曾進入準決賽的國際賽事成績：
| 年份   | 賽事                   | 公開賽級別 | 項目     | 拍檔          | 成績   |
| ------ | ---------------------- | ---------- | -------- | ------------- | ------ |
| 2009年 | 葡萄牙羽毛球國際賽     | 國際系列賽 | 男子雙打 | 洛朗·康斯坦丁 | 亞軍   |
| 2009年 | 塞浦路斯羽毛球國際賽   | 國際系列賽 | 男子雙打 | 洛朗·康斯坦丁 | 亞軍   |
| 2010年 | 奧地利羽毛球國際挑戰賽 | 國際挑戰賽 | 男子雙打 | 洛朗·康斯坦丁 | 準決賽 |
| 2010年 | 芬蘭羽毛球公開賽       | 國際挑戰賽 | 男子雙打 | 洛朗·康斯坦丁 | 冠軍   |
| 2011年 | 秘魯羽毛球國際賽       | 國際挑戰賽 | 男子雙打 | 洛朗·康斯坦丁 | 準決賽 |
| 2011年 | 匈牙利羽毛球國際賽     | 國際系列賽 | 男子雙打 | 洛朗·康斯坦丁 | 準決賽 |
| 2012年 | 愛沙尼亞羽毛球國際賽   | 國際系列賽 | 男子雙打 | 洛朗·康斯坦丁 | 冠軍   |
| 2012年 | 克羅地亞羽毛球國際賽   | 國際系列賽 | 男子雙打 | 洛朗·康斯坦丁 | 準決賽 |
| 2012年 | 羅馬尼亞羽毛球國際賽   | 國際系列賽 | 男子雙打 | 洛朗·康斯坦丁 | 冠軍   |
| 2013年 | 羅馬尼亞羽毛球國際賽   | 國際系列賽 | 男子雙打 | 昆廷·文森特   | 亞軍   |
| 2013年 | 土耳其羽毛球國際賽     | 國際系列賽 | 男子雙打 | 昆廷·文森特   | 準決賽 |

| 2007-2017年 | 首要超級賽 | 超級賽 | 黃金大獎賽 | 大獎賽 | 國際挑戰賽 | 國際系列賽 | 未來系列賽 | 其他 |

| 2018-2026年 | 總決賽 | 超級1000賽 | 超級750賽 | 超級500賽 | 超級300賽 | 超級100賽 | 國際挑戰賽 | 國際系列賽 | 未來系列賽 | 其他 |

### 奧運會和世錦賽參賽紀錄
|          | 搭檔          | 2010 |
| -------- | ------------- | ---- |
| 男子雙打 | 洛朗·康斯坦丁 | 32強 |